# Dagobert Dang
Pour les articles homonymes, voir Dang.
Dagobert Dang (né en 1958 à Yaoundé au Cameroun français) est un joueur de football international camerounais, qui évoluait au poste d'attaquant.

## Biographie

### Carrière en sélection
Avec l'équipe du Cameroun, il dispute 3 matchs (pour aucun but inscrit) entre 1984 et 1985. Il figure notamment dans le groupe des sélectionnés lors de la Coupe d'Afrique des nations de 1984.
Il participe également aux Jeux olympiques de 1984.

## Palmarès
Canon Yaoundé
Dang Dagobert a porté les couleurs du Canon Mythique de YAOUNDE, club avec lequel il a gagné trois championnats et une coupe du Cameroun.
| - Championnat du Cameroun (3) : - Champion : 1985, 1986 et 1991. - Coupe du Cameroun (1) : - Vainqueur : 1986. - Finaliste : 1985. |  | - Coupe d'Afrique des vainqueurs de coupe : - Finaliste : 1984. |